# Сельское поселение Дубровское (Бабаевский район)
Сельское поселение Дубровское — упразднённое сельское поселение в составе Бабаевского района Вологодской области.
Центр — деревня Дубровка.
Образовано 1 января 2006 года в соответствии с Федеральным законом № 131 «Об общих принципах организации местного самоуправления в Российской Федерации».
В состав сельского поселения вошёл Дубровский сельсовет.
Законом Вологодской области от 28 апреля 2015 года № 3633-ОЗ, сельские поселения Володинское, Дубровское и Сиучское преобразованы, путём объединения, в сельское поселение Бабаевское с административным центром в городе Бабаево.

## География
Расположено на юге района. Граничит:
- на севере с Володинским и Сиучским сельскими поселениями,
- на востоке с Лентьевским сельским поселением Устюженского района,
- на юго-западе с Мезженским сельским поселением Устюженского района,
- на западе с Мегринским сельским поселением Чагодощенского района.

Территорию муниципального образования с запада на восток пересекает река Чагодоща, все населённые пункты расположены на левом берегу, местность на правом берегу пустынна и болотиста. По территории протекают реки бассейна Чагодощи: Внина, Мерёжка, Радочино, Песочня, Циркин ручей, Ямный ручей, Мерёжа.

## Населённые пункты
В состав сельского поселения входило 16 населённых пунктов, в том числе
14 деревень,
2 посёлка.
| Населённый пункт     | ОКАТО          | Рег. номер | Расстояние до районного центра, км | Расстояние до центра поселения, км | Индекс | Координаты                      |
| -------------------- | -------------- | ---------- | ---------------------------------- | ---------------------------------- | ------ | ------------------------------- |
| деревня Внина        | 19 205 824 002 | 75         | 54                                 | 17                                 | 162454 | 59°08′31″ с. ш. 36°00′00″ в. д. |
| деревня Дубровка     | 19 205 824 001 | 74         | 37                                 | 0                                  | 162452 | 59°12′35″ с. ш. 36°13′16″ в. д. |
| деревня Заборье      | 19 205 824 003 | 76         | 39                                 | 2                                  | 162454 | 59°12′34″ с. ш. 36°11′42″ в. д. |
| деревня Загривье     | 19 205 824 004 | 77         | 38                                 | 1                                  | 162454 | 59°12′00″ с. ш. 36°13′35″ в. д. |
| деревня Званец       | 19 205 824 005 | 78         | 49                                 | 12                                 |        | 59°09′44″ с. ш. 36°01′39″ в. д. |
| деревня Иевково      | 19 205 824 006 | 79         | 42                                 | 5                                  | 162454 | 59°12′48″ с. ш. 36°08′16″ в. д. |
| деревня Клавдино     | 19 205 824 007 | 80         | 49                                 | 12                                 | 162454 | 59°10′13″ с. ш. 36°02′17″ в. д. |
| деревня Костяй       | 19 205 824 008 | 81         | 49                                 | 12                                 | 162454 | 59°10′28″ с. ш. 36°02′32″ в. д. |
| деревня Лукьяново    | 19 205 824 010 | 82         | 37,5                               | 0,5                                | 162452 | 59°12′53″ с. ш. 36°13′33″ в. д. |
| деревня Папино       | 19 205 824 011 | 83         | 38,5                               | 1,5                                | 162452 | 59°12′08″ с. ш. 36°12′09″ в. д. |
| деревня Петряево     | 19 205 824 012 | 84         | 42                                 | 5                                  | 162452 | 59°12′40″ с. ш. 36°09′15″ в. д. |
| деревня Селиверстово | 19 205 824 013 | 85         | 40                                 | 3                                  | 162452 | 59°12′01″ с. ш. 36°15′37″ в. д. |
| деревня Слудно       | 19 205 824 014 | 86         | 46                                 | 9                                  | 162452 | 59°10′56″ с. ш. 36°04′07″ в. д. |
| деревня Чиково       | 19 205 824 016 | 87         | 40                                 | 3                                  | 162454 | 59°12′39″ с. ш. 36°11′03″ в. д. |
| посёлок Щепье        | 19 205 824 017 | 88         | 44                                 | 7                                  | 162452 | 59°11′11″ с. ш. 36°05′51″ в. д. |
| посёлок Ясное        | 19 205 824 018 | 89         | 51                                 | 14                                 | 162452 | 59°10′32″ с. ш. 36°02′00″ в. д. |